# Amphitretus
Amphitretus is een geslacht van inktvissen uit de  familie van de Amphitretidae.

## Soorten
- Amphitretus pelagicus Hoyle, 1885
- Amphitretus thielei Robson, 1930